# Starstruck (2010)
Starstruck is een Amerikaanse televisiefilm uit 2010. De hoofdrollen worden vertolkt door Sterling Knight en Danielle Campbell. Starstruck is een Disneyfilm die werd geregisseerd door Michael Grossman. Het is een familiefilm die in Nederland uitkwam op 26 maart 2010.

## Verhaal
De film gaat over het meisje Jessica Olsen (Campbell), haar zus Sara is een grote fan van Christopher Wilde (Knight). Ze gaan samen naar Los Angeles om hun grootouders te bezoeken. Jessica ontmoet Christopher, terwijl Sara naar hem op zoek is. Jessica en Christopher worden langzaam verliefd op elkaar. Maar 'Chris' is bang voor de paparazzi en wil niet dat iemand hen samen ziet. Jessica voelt zich bedrogen en wil hem niet meer zien. waar Chris voor had gevreesd gebeurt. De paparazzi begint Jessica te volgen. Om mee te kunnen doen in een film liegt Chris op tv over dat hij haar niet kent. Zijn beste vriend vraagt uiteindelijk wat hij wil, waardoor hij zich realiseert waar hij mee bezig is. Op het schoolfeest zegt hij voor de hele televisie dat hij gek op haar is.

## Soundtrack
- Starstruck: Sterling Knight
- Shades: Sterling Knight Ft Brandon Mychal Smith
- Party up: Brandon Mychal Smith
- Something about the sunshine: Anna Margaret
- Welcome to Hollywood: Mitchel Musso
- Make a movie: Jasmine Sagginario
- New Boyfriend: Anna Margaret
- What You Mean To Me: Sterling Knight

## Rolverdeling
- Sterling Knight als Christopher Wilde
- Danielle Campbell als Jessica Olson
- Brandon Mychal Smith als Albert Joshua "Stubby" Stubbins
- Chelsea Staub als Alexis Bender
- Maggie Castle als Sara Olson
- Matt Winston als Alan Smith
- Toni Trucks als Libby Lam
- Beth Littleford als Barbara Olson
- Dan O'Connor als Dean Olson
- Lauren Bowles als Sherry Wilde